# Liste der Monuments historiques in Théhillac
Die Liste der Monuments historiques in Théhillac führt die Monuments historiques in der französischen Gemeinde Théhillac auf.

## Liste der Bauwerke
| Bezeichnung    | Beschreibung | Standort               | Kennzeichnung | Schutzstatus | Datum | Bild |
| -------------- | ------------ | ---------------------- | ------------- | ------------ | ----- | ---- |
| Friedhofskreuz |              | Rue de l’Église (Lage) | PA00091752    | Inscrit      | 1926  |      |
| Herrenhaus     |              | La Cour (Lage)         | PA00091753    | Inscrit      | 1979  |      |

## Liste der Objekte
- Monuments historiques (Objekte) in Théhillac in der Base Palissy des französischen Kultusministeriums